# Koto Dua
Koto Dua is een bestuurslaag in het regentschap Sungai Penuh van de provincie Jambi, Indonesië. Koto Dua telt 1193 inwoners (volkstelling 2010).